# Nicolaus Bruhns
Nicolaus Bruhns (født 1665 i Svavsted, død 29. marts 1697 i Husum) var en sønderjysk dansk musiker. Han var farfar til Paul Jakob Bruhns.
Bruhns blev født 1665 i Svavsted (tysk: Schwabstedt) i Slesvig mellem Frederiksstad og Husum. Han voksede op i en musikerfamilie. Hans fader sendte Nicolaus som 16-årig til Lybæk. I hansebyen uddannede han sig bl.a. som klaverspiller, violinspiller og komponist. Her kom han også i kontakt med den danske komponist Diderik Hansen Buxtehude.
Derefter kom han til København og blev der violinist ved Kongens hof. I marts 1689 blev han ansat som organist i Husum og gift med Anna Catharina Hesse. Hans liv blev dog kort: Han døde allerede som 31-årig.
Der er kun bevaret fire fuldstændige orgelstykker og tolv kirkelige kantater af Bruhns, men blandt disse findes nogen usædvanlige originale værker.

## Liv og gerning
Bruhns stammede fra en slesvig-holstensk musikerfamilie. Bedstefaderen, Paul Bruhns den ældre (død 1655), var lutspiller i Lübeck og musikalsk leder ved den gottorpske hertugs kapel. Hans tre sønner valgte alle en musikalsk karrierer, således også Nicolaus' fader, Paul Bruhns den yngre, var organist i Svavsted og blev organist i Husum, muligvis efter at have studeret hos Franz Tunder (moderen var forgængerens datter) mens en onkel, Friedrich Nicolaus Bruhns, var direktør ved Hamburger Ratsmusik.

### Lübeck og København
Nicolaus fik sandsynligvis den første musikundervisning af faderen. Ernst Ludwig Gerber skrev senere i Lexikon der Tonkünstler, at Nicolaus allerede i ung alder beherskede orgelspil og skrev "gode" kompositioner for klaviaturinstrumenter og sangstemme. Sandsynligvis var han påvirket af musikalske indtryk fra det nærliggende Husum, den rigeste by på den nordfriesiske kyst. Nicolaus viste tilstrækkeligt talent til, at han som 16-årig sammen med sin yngre broder Georg på faderens tilskyndelse rejste til sin onkel Peter i Lübeck for at studere violin og gambe. På disse instrumenter udviklede han angiveligt "en sådan færdighed at enhver, som hørte ham og lærte ham at kende, måtte beundre og skatte ham." Bruhns var den yngste repræsentant for Lübecks internationalt anerkendte violinister. Han studerede komposition og udviklede sit orgelspil til fuldkommenhed under Dietrich Buxtehude. Bruhns var hans yndlingselev og ifølge Matthesons musikleksikon var Buxtehude det store forbillede for Bruhns. Broderen Georg studerede under Georg under Bernhard Olffen, der var organist fra Sankt Aegidien.
Efter at have rejst rundt i de nordtyske områder – sådanne rejser ser ud til at have været almindelige for musikere fra Lübeck – lykkedes det Bruhns at få et engagement som komponist og violinist ved den danske konges hof, godt hjulpet af et anbefalingsbrev fra Buxtehude til Johann Lorenz den yngre, der var organist i St. Nicolaikirken i København. Bruhns forblev et år i København. Omstændighederne omkring opholdet er ikke kendt, men han vikarierede for Lorenz uden at indehave en officiel stilling. Sandsynligvis optrådte han undertiden som orgel- og violinvirtuos ved aftenkoncerter og ved det kongelige hof.

### Husum
Efter, at organisten Friedrich zur Linden døde i januar 1689, ønskede byrådet i Husum at ansætte Bruhns som hans efterfølger. Eftersom de ikke kendte hans opholdssted, sendte de en kurér til Svavstedt midt om natten for at få adressen. Byrådet handlede hurtigt, fordi de var bange for, at konkurrerende byer skulle være interesserede i den begavede musiker. Efter at have demonstreret sine musikalske evner ved et testspil i Husum 29. marts blev han enstemmigt ansatt "da sin lige i kompositioner og i traktering af allehånde instrumenter aldrig før havde været hørt i denne by". Med økonomien sikret kunne Bruhns gifte sig med Anna Dorothea Hesse, hans tantes halvsøster.
Tre måneder senere blev han tilbudt en stilling som organist ved Sankt Nikolaikirche i Kiel, hvilket førte til en heftig konflikt mellem de to byer. Myndighederne i Kiel formåede angiveligt at få Bruhns til at rejse til dem ved hjælp af et påskud, og han gik til på at tiltræde organistposten i Kiel tre uger senere. Da Husum by svarede med at love, at Bruhns som den eneste af byens organister skulle få sin årsløn forøget med 100 Taler til 500 Taler, valgte han at blive i byen. Byen fik nye fuldmægtige i 1691, og de nægtede de at give Bruhns den usædvanligt høje løn, som han var blevet lovet. Bruhns klagede til den gottopske hertug og fik medhold. Hertugen antydede i svarbrevet, at Bruhns havde økonomiske vanskeligheder.
Ved siden af arbejdet som organist stod Bruhns til disposition for kirkekoret. I to år arbejdede han med kantoren Georg Ferber, kendt for sin udmærkede bas-stemme, og senere med efterfølgeren Petrus Steinbrecher. Bymusikanten Heinrich Pape overtog ledelsen for instrumentalensemblet.
Bruhns blev i Husum helt til sin tidlige død, blot 31 år gammel. "Alle sørgede over, at en så dygtig mester i sin profession og tillige en omgængelig mand ikke blev forundt et længere liv". Ifølge byens kirkearkiv døde han af tuberkulose.
Bruhns efterlod sig fem børn, som svogeren overtog den faderlige omsorg for. Bruhns eneste søn studerede senere teologi. Nicolaus' broder Georg overtog posten i Husum, men man kender ikke til hverken kompositioner eller historiske hændelser, som støtter dette, så efter Nicolaus forsvandt musikerfamilien Bruhns ud i historiens mørke.

## Spilleteknik
Bruhns' ry som orgel- og violinvirtuos nåede langt ud over Husums bygrænser. Mattheson beretter, at han af og til spillede både violin og bas-stemmen på orgelpedalerne samtidig. Gerber fortæller i 1790/92, at han også havde sunget oveni på den sådan måde, at det lød som om, det var flere personer, som optrådte. Det er muligt, at Bruhns opførte sin kantate Mein Herz ist bereit på denne måde.
Bruhns skal have haft en violinteknik, som gjorde det muligt for ham at spille firstemmige akkorder. I sin monografi over Johann Sebastian Bach skrev Albert Schweitzer, at Bachs sonater og partitas for soloviolin giver anledning til at tro, at det frem til Bachs tid var muligt og almindeligt at spille flerstemmig på violin uden at måtte ty til arpeggio-teknikker, som man må med moderne violinstole.
De få bevarede værker giver ikke grundlag for at bevise Gerbers beretning om Bruhns dygtighed på gambe. Det er imidlertid muligt, at Buxtehudes kantate Jubilate Domino for alt og obligat gambe blev skrevet for Bruhns, og at Buxtehude så for sig Bruhns som gambesolist i kantaten Gen Himmel. Disse gambestemmer kræver en virtuos udøver, så hvis antagelsen er riktig, var gambe et af Bruhns' hovedinstrumenter.

## Musik
Kun fire fuldstændige orgelværker og tolv kirkekantater, som med sikkerhed kan tilskrives Bruhns, er bevarede. Han skrev også kammermusik, men al denne er gået tabt.
Martin Geck karakteriserede Bruhns som en komponist "med lidenskaben af en kunstner, som ikke står over sit værk, men som går op i det". Bruhns kompositioner er skrevet med tanke på de emotionelle virkninger, som han ønsker at opnå, og de formelle aspekter underordnes dette ønske.
I Quantz’ Versuch einer Anweisung die Flöte traversière zu spielen blev Bruhns omtalt som sin tids bedste orgelkomponist. Tre toccataer betegnede som præludier eller som præludium og fuga samt en fantasi over koralen Nun komm der Heiden Heiland, stammer med sikkerhed fra Bruhns.
Orgelværkerne viser typiske træk fra den nordtyske orgelskole: Kontraster mellem homofone og fugale afsnit, arpeggier og virtuose pedalpassager. Bruhns udnyttede al friheden i stylus phantasticus og skabte undertiden en næsten moderne klingende musik. De hurtige løb i præludierne kræver klar og præcis rytmik, delvist ved brug af dobbeltpedaler, og stiller store krav til udøveren.

## Værker

### Orgelværker
- "Store" præludium i e-mol  Exempel noder
- "Lille" præludium i e-mol  Exempel og noder
- Koralfantasi: Nun Komm Der Heiden Heiland
- Præludium i G-Dur
- Fragment af et præludium i D-dur
- Præludium i g-mol

### Vokalværker
- Muss nicht der Mensch auf dieser Erden in stetem Streite sein
- Ich habe Lust abzuscheiden
- O werter heil'ger Geist
- Hemmt eure Traenenflut
- Ich liege und schlafe
- Jauchzet dem Herren alle Welt
- Wohl dem, der den Herren fürchtet
- De profundis
- Paratum cor meum
- Die Zeit meines Abschieds ist vorhanden
- Erstanden ist der heilige Christ
- Der Herr hat seinen Stuhl im Himmel bereitet
- Mein Herz ist bereit  Exempel og noder